# Jacob Bellevois

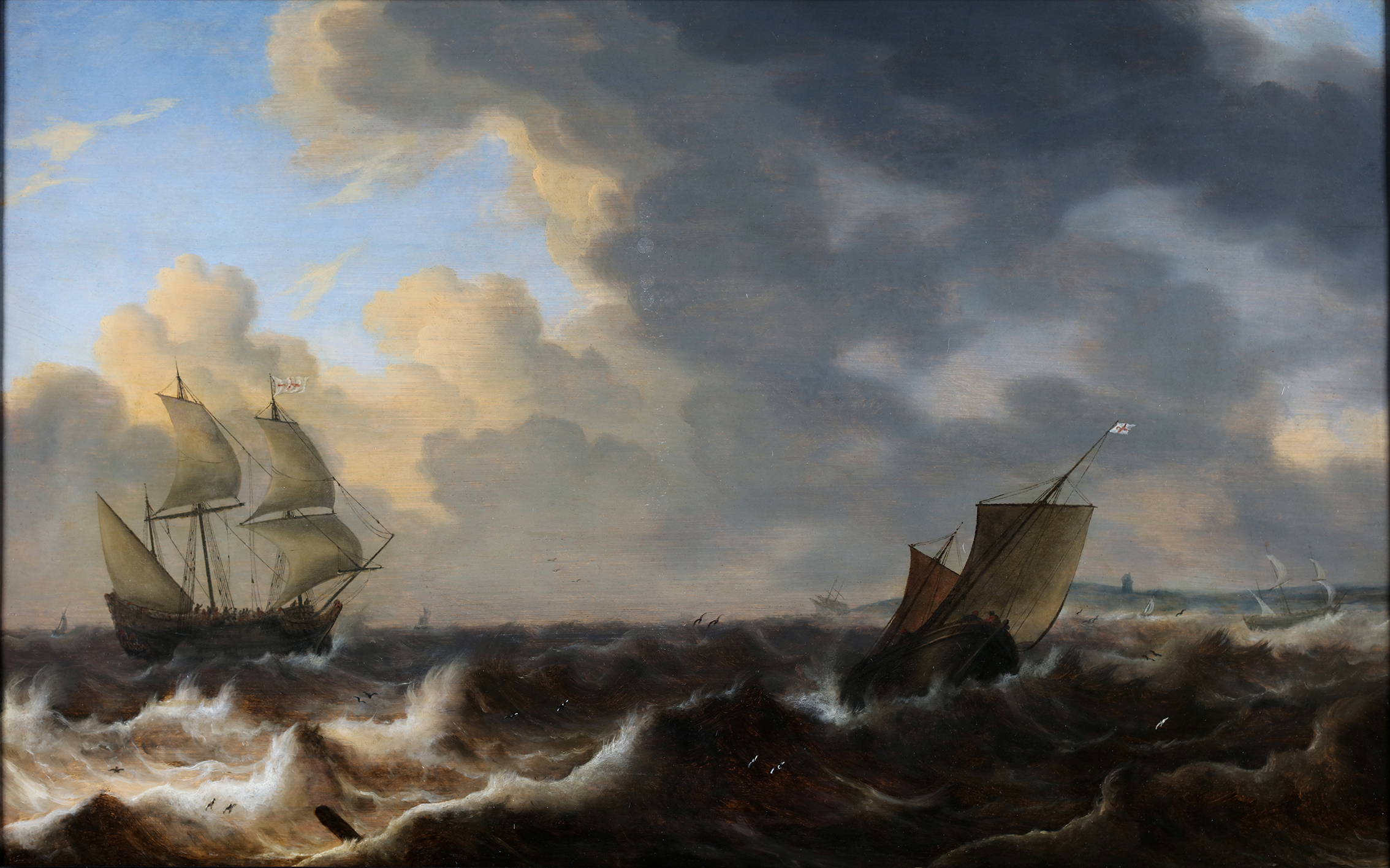
Engelse schepen op zee, (Franse collectie)

Jacob Adriaensz. Bellevois (Rotterdam, 1621 - aldaar, 1676) was een Nederlands kunstschilder uit de Gouden Eeuw en was gespecialiseerd in zeegezichten.

## Biografie
Bellevois werkte in Gouda van 1661 tot 1666 en in Hamburg in 1673, waar hij Johannes Voorhout ontmoette. Hij keerde daarna terug naar zijn geboorteplaats Rotterdam, waar hij op 19 september 1676 werd begraven. Hij werd beïnvloed door Jan Porcellis en Simon de Vlieger.
Zijn werken zijn onder andere te bezichtigen in Museum Bredius (Den Haag), Museo Nacional del Prado (Madrid), National Maritime Museum (Londen) en Walters Art Museum (Baltimore).

## Lijst van schilderijen
| Titel                                                                   | Datering    | Verblijfplaats                           | Afbeelding |
| ----------------------------------------------------------------------- | ----------- | ---------------------------------------- | ---------- |
| De Maas bij Dordrecht                                                   | 1663        | Museum Bredius, Den Haag                 |            |
| Schepen op volle zee, links een fluit, rechts een bewapende koopvaarder | 1640 - 1676 | Museum Boijmans Van Beuningen, Rotterdam |            |
| Turks schip en Nederlands schip bij de kust                             | ca. 1663    | Museo Nacional del Prado, Madrid         |            |